# Histoire de l'eau dans le Système solaire
Une proposition de fusion est en cours entre Eau liquide dans l'Univers et Histoire de l'eau dans le Système solaire.
 (mai 2019).
Si vous disposez d'ouvrages ou d'articles de référence ou si vous connaissez des sites web de qualité traitant du thème abordé ici, merci de compléter l'article en donnant les références utiles à sa vérifiabilité et en les liant à la section « Notes et références ».
L’eau est apparue sur plusieurs planètes et satellites du Système solaire. Sur les planètes telluriques, l’eau est présente dans l’atmosphère ou dans le sol. La densité de Mars est inférieure à celle de la Terre ; celle de Vénus en est proche, à tel point que l’étoile du berger est souvent surnommée la « jumelle de la Terre ».
Les atmosphères de Mars et de Vénus sont surtout constituées de dioxyde de carbone (environ 95 % en volume) et d’un peu d'azote, avec des traces de monoxyde de carbone, d’oxygène, de gaz nobles et d’eau. La Terre, Mars et Vénus avaient pourtant au départ des atmosphères qui différaient très peu, tant par leur composition chimique que par les conditions de température et de pression qui y régnaient. L’état de l’eau sur chacune des planètes telluriques a complètement changé au cours du temps.

## Les planètes

### Vénus
L’observation à distance de l’eau sur Vénus est difficile en raison de l’épaisse couche de nuages, localisée à environ une cinquantaine de kilomètres de la surface de cette planète et qui masque sa surface. Si l’atmosphère vénusienne contient environ 96,5 % de dioxyde de carbone et 3,5 % d'azote, on y trouve aussi de la vapeur d’eau en quantité minime. Sa surface, inobservable dans le domaine visible, a été abondamment cartographiée par les sondes planétaires dans le domaine radio. La température moyenne sur le sol de Vénus est de 460 °C, ce qui exclut totalement la possibilité d'eau liquide.

### Mars
Sur Mars, la composition atmosphérique ressemble à celle de Vénus : à peu près 95 % de dioxyde de carbone 3 % d’azote et environ 2 % d’argon. La vapeur d’eau ne représente que 0,001 % de l’atmosphère. Cependant à la différence de Vénus, l’eau est présente sur Mars à la fois sous forme solide et gazeuse, et ce malgré une température qui ne dépasse pas –60 °C en moyenne en surface. Les conditions de pression et de température à la surface de Mars ne permettent pas la présence d’eau liquide. L’eau est surtout présente sous forme de glace dans les calottes polaires, qui se condensent et se subliment au pôle Nord et au pôle Sud selon un rythme saisonnier. Parfois on observe de petites formations nuageuses d’eau, notamment à proximité des volcans. Si l’eau des calottes était répartie sur toute la planète, elle formerait un océan global de l’ordre d’une vingtaine ou d’une trentaine de mètres d’épaisseur ; sur Terre, un tel océan global aurait une profondeur de 2,7 kilomètres[réf. nécessaire]. Quant à la pression partielle de l’eau sur Mars, elle n’excède pas quelque dix millièmes de la pression atmosphérique totale et présente de fortes fluctuations liées au cycle saisonnier de condensation et de sublimation des calottes polaires.

### Mercure
Mercure n’est pas assez massive et est trop proche du Soleil pour retenir une quelconque atmosphère. Les molécules d'eau (comme les autres molécules) sont rapidement détruites sous l'influence des rayons ultraviolets, et entrainés par le vent solaire, ou s'échappent directement par mouvements thermiques en dépassant la vitesse de libération.

## Origine de cette diversité

### L'eau contenue dans l'atmosphère
Si elles sont parties de conditions initiales quasi-semblables, pourquoi ces trois grandes planètes ont-elles eu des destins aussi divergents ? La réponse tient à l’histoire de l’eau sur Mars et sur Vénus. L’eau semble avoir été plus abondante dans le passé sur les sœurs de la Terre. La valeur du rapport de l’abondance de l’eau semi-lourde HDO et de l’eau H2O indique, par exemple, qu’il y avait à l’origine beaucoup plus de vapeur d’eau dans les atmosphères martienne et vénusienne. Dans les océans et dans l’atmosphère terrestre, le rapport HDO/H2O vaut environ 1,5 × 10−4, valeur dont les planétologues pensent qu’elle n’a jamais changé depuis la création de la Terre. Partant du principe que cette valeur caractérisait toutes les planètes telluriques à leur début, ils ont mesuré le rapport HDO/H2O dans les atmosphères de Vénus et de Mars.
Leurs résultats révèlent un fort enrichissement en deutérium des atmosphères martienne et vénusienne. La vapeur d’eau présente dans l’atmosphère martienne contiendrait 5 fois plus de deutérium que celle de la Terre et celle de Vénus près de 120 fois plus. Les planétologues déduisent de ces constatations que la vapeur d’eau atmosphérique a été présente en quantité bien supérieure sur Mars et surtout sur Vénus, dans le passé. Comment a-t-elle disparu ? L’enrichissement atmosphérique en deutérium s’explique par le mécanisme de l’échappement gravitationnel qui privilégie l’échappement dans l’espace des molécules les plus légères. C’est pourquoi il favorise l’éjection de l’eau ordinaire par rapport à celle de l’eau lourde, ce qui explique que cette dernière se soit concentrée dans les atmosphères de Mars et de Vénus.

### L'eau contenue dans le sol
Si l’eau a été nettement plus abondante dans les atmosphères de Mars et de Vénus, l’a-t-elle été aussi sur leur sol ? Dans le cas de Mars, nous avons des traces de présence, en surface, de grandes quantités d’eau (peut-être liquide) au début de l’histoire de la planète. La première est l’existence de vallées ramifiées qui sillonnent les terrains anciens de l’hémisphère sud et qui datent de plus 3 milliards d’années ; elles donnent l’impression que de l’eau liquide s’est écoulée en quantité sur la planète, ce qui indique qu’à cette époque existait une atmosphère dense et chaude. Le deuxième indice est la présence probable d’un océan qui aurait recouvert les grandes plaines du Nord il y a 2 à 3 milliards d’années. Les récentes mesures radar de la mission Mars Global Surveyor, ont renforcé cette hypothèse, émise lors des premières mesures de la sonde Viking. Elles ont révélé la présence de lignes longues de plusieurs milliers de kilomètres et dont l’altitude est constante. S’agirait-il de rives ? Si un tel océan a existé, l’eau qu’il contenait aurait formé un océan global d’au moins trente mètres d’épaisseur.

## Disparition de l'eau
Pourquoi l’eau de Vénus et de Mars, qui semblait présente en quantité abondante, a-t-elle disparu ? Étant donné les pressions qui régnaient à la surface des trois planètes au début de leur histoire, l’eau a sans doute existé plutôt sous forme gazeuse sur Vénus, sous forme liquide sur la Terre et sous forme solide sur Mars. Bien qu'il soit soupçonné que les environnements primitifs de Vénus et de Mars auraient été plus ou moins comparables à celui de la Terre.

### Vénus
Sur Vénus, la présence en grande quantité de dioxyde de carbone et d’eau sous forme de vapeur a provoqué un effet de serre qui s’est rapidement amplifié, de sorte que la température à la surface de Vénus s’est peu à peu élevée jusqu’aux 730 K actuellement enregistrés. En l’absence de l’effet de serre (compte tenu de la distance de Vénus au Soleil), sa température de surface devrait plutôt être de l’ordre de 300 K. La pression du dioxyde de carbone à la surface de Vénus étant restée constante, comment peut-on expliquer la disparition de l’eau présente à l’origine et dont la présence dans l’atmosphère est attestée par l’enrichissement en deutérium de la vapeur résiduelle ? Selon les planétologues la vapeur d’eau aurait été dissociée par le rayonnement solaire, l'hydrogène se serait échappé dans l’espace et l'oxygène se serait combiné aux roches de la surface.

### Mars
Au début de l’histoire martienne, la pression à la surface de la planète était sans doute inférieure à celles qui régnaient à la surface de la Terre et de Vénus ; toutefois, l’atmosphère primitive de la planète rouge était plus dense que celle qui règne aujourd’hui. La présence probable d’eau sous forme liquide est un indice. Diverses découvertes récentes en ont fourni d’autres. Ainsi le magnétomètre de la sonde Mars Global Surveyor a récemment découvert un champ magnétique fossile dans les terrains de l’hémisphère sud de la planète. Ce champ serait l’empreinte laissée par un ancien champ magnétique, qui aurait existé lors des premières centaines de millions d’années de la planète. Ainsi Mars aurait eu une énergie interne supérieure à celle d’aujourd’hui. L’énergie interne de Mars aurait accru l’activité volcanique et facilité la formation d’une atmosphère par dégazage. Les planétologues, ont estimé la densité de cette atmosphère en étudiant les rapports isotopiques de l’azote et des gaz rares qui sont de bons indicateurs de l’échappement atmosphérique. Le rapport entre les isotopes de l'azote 15N et 14N, notamment, est supérieur à celui de l’atmosphère de la Terre d’un facteur 1,7. Une telle valeur indique que l’atmosphère primitive de Mars avait une pression atmosphérique proche du dixième de celle de la Terre. Cependant le champ magnétique de Mars semble s’être éteint au bout d’un milliard d’années, sans doute en raison de la faible masse de la planète. L’atmosphère martienne se serait ensuite plus facilement échappée en l’absence d’un tel champ magnétique et aurait été progressivement « épluchée » par l'action combinée des rayons ultraviolets et des vents solaires. L’eau résiduelle a alors sombré sous la surface martienne et s’est figée dans la croûte par le gel, probablement à quelques centaines de mètres de profondeur, cette eau résiduelle correspond à celle que l’on peut aujourd’hui observer.
C’est ainsi que l’eau a peu à peu disparu de Mars et de Vénus.